# Negeri Agung (Buay Pemuka Peliung)
Negeri Agung is een bestuurslaag in het regentschap Ogan Komering Ulu van de provincie Zuid-Sumatra, Indonesië. Negeri Agung telt 2168 inwoners (volkstelling 2010).